# Tillandsia stenoura
Tillandsia stenoura là một loài thuộc chi Tillandsia. Đây là loài bản địa của Bolivia và Ecuador.